# John Smith (lutte)
Pour les articles homonymes, voir John Smith et Smith.
John William Smith est un lutteur américain né le 9 août 1965 à Oklahoma City, spécialisé en lutte libre.

## Palmarès

### Jeux olympiques
- Médaille d'or dans la catégorie des moins de 62 kg en 1992 à Barcelone
- Médaille d'or dans la catégorie des moins de 62 kg en 1988 à Séoul

### Championnats du monde
- Médaille d'or dans la catégorie des moins de 62 kg en 1991 à Varna
- Médaille d'or dans la catégorie des moins de 62 kg en 1990 à Tokyo
- Médaille d'or dans la catégorie des moins de 62 kg en 1989 à Martigny
- Médaille d'or dans la catégorie des moins de 62 kg en 1987 à Clermont-Ferrand

### Championnats panaméricains
- Médaille d'or dans la catégorie des moins de 62 kg en 1991
- Médaille d'or dans la catégorie des moins de 62 kg en 1987

### Jeux panaméricains
- Médaille d'or dans la catégorie des moins de 62 kg en 1991 à La Havane
- Médaille d'or dans la catégorie des moins de 62 kg en 1987 à Indianapolis